# 파 어웨이 (영화)
《파 어웨이》(Faraway)는 2023년 3월 8일 넷플릭스에서 독점으로 개봉한 독일의 로맨틱 코미디 영화이다. 바네사 요프 감독이 연출을 맡았으며 나오미 크라우스, 고란 보그단이 주연을 맡았다. 관람 등급은 15세이며, 러닝타임은 1시간 49분이다. 영어,독일어가 사용되는 다국어 영화이다.

## 줄거리
제넵 알틴은 가족과 함께 뮌헨에서 레스토랑을 운영하는 크로아티아계 터키인 여성이다. 얼마 전 어머니를 잃은 그녀는 남편도, 아버지도, 18세 딸도 이 어려운 순간에 자신을 지지해 주지 않는다는 사실을 깨닫는다. 장례식이 끝난 후 어머니가 크로아티아의 한 섬에 별장을 유산으로 남겼다는 사실을 알게 된 그녀는 40대 후반에 다시 자신을 찾겠다는 희망과 함께 즉흥적인 여행을 떠난다. 하지만 놀랍게도 그 집을 지었던 가족인 조십이 그녀의 집에 살고 있었다. 그는 한편으로는 제넵의 안위를 돌보지만 다른 한편으로는 의도적으로 그녀를 도발한다.
제넵은 섬 생활에 대해 알아가면서 어머니에 대해서도 더 많이 알게 된다. 그녀는 집을 임대하거나 파는 것을 고려한다. 그러나 그녀는 섬에서 하루하루 새로운 것을 배우고 감사하게 된다. 남편이 다른 약속을 하려고 한다는 사실을 알게 된 후, 그녀의 계획은 흔들리기 시작한다. 어느 날 아침, 놀랍게도 독일에서 온 딸이 문앞에 나타났고, 나중에는 남편과 아버지가 그녀를 데리러 왔다. 그리고 바로 그때 제넵은 자신의 미래에 대한 결정을 내린다.

## 배우
- 나오미 크라우스
- 고란 보그단
- 바하르 발즈
- 아드난 마랄
- 아르툠 길츠
- 베다트 에린진
- 믈라덴 바사리
- 다보르 토미치
- 파울라 슈람
- 크리시티안 슈넬러

## 등장인물
Zeynep Altin: Naomi Krauss가 연기한다. Zeynep은 남편, 딸, 그리고 노령의 아버지에 의해 과락하고 무시당하는 상황에 놓여 있다.
Josip Cega: Goran Bogdan이 연기한다. Josip은 Zeynep의 어머니가 남긴 집의 이전 소유자이다.
Ilyas Altin: Adnan Maral이 연기한다. Ilyas는 Zeynep의 남편이다.
Fia Altin: Bahar Balci가 연기한다. Fia는 Zeynep와 Ilyas의 딸이다.
Conrad: Artjom Gilz가 연기한다. Conrad는 크로아티아의 부동산 중개인이다.
Drazen Cega: Davor Tomic이 연기한다.
Uncle Franjo: Mladen Vasari가 연기한다.
Kochin Nora: Paula Schramm이 연기한다.
Herr Eddelbuttel: Christian Schneller이 연기한다.
Katholischer Priester: Butz Ulrich Buse가 연기한다.

### 캐스팅
이 영화의 감독은 영화 엥겔과 조(2001)와 콤 네헤어(2006)로 유명한 바네사 조프이다.그녀는 파어웨이에서 독일 텔레비전에서 잘 알려진 스위스 여배우 나오미 크라우스를 제엡 역으로 선택했다. 크라우스와 함께 현재 보스니아 헤르체고비나에서 태어난 고란 보그단이 남자 주인공을 연기한다. 두 사람은 영화에서 주로 영어로 대화를 나눈다. 독일어, 영어, 크로아티아어, 터키어가 혼합된 언어는 주인공과 촬영 장소가 다르기 때문에 사실적인 효과를 준다.

## 제작
파어웨이는 2023년 3월 8일 넷플릭스에서 전 세계적으로 독점적으로 개봉되었다. 이 영화는 Jane Ainscough의 각본을 바탕으로 제작되었으며, Naomi Krauss가 주연으로 출연한다. Vanessa Jopp 감독, 촬영감독 Eva Katharina Bühler, 그리고 제작자 Viola Jäger가 함께 작업하여 이야기를 생생하게 만들었다.
이 영화는 크로아티아와 독일에서 촬영되었으며, Šolta, Brač 및 뮌헨에서 촬영되었다. 주요 촬영은 2021년 11월 초경에 시작되어 같은 해 12월까지 한 달 정도 소요되어 완료되었다.

## 음악
99 Luftballons - Nena 
1234 - Feist 
Feel Fine - Emilie Nicolas
Wishing Girl - Lola Marsh 
The Greatest - Cat Power 
Where’s My Love - SYML 
Aşk Perisi (As Me Lene Trelli) - Demet Sagiroglu 
O more duboko - Ivo Curkovic and Ante Blazevic
Libraries - BMG Production Music 
Gel Gör Beni Aşk Neyledi - Vedat Erincin 

## 참여인원
감독: Vanessa Jopp 
각본: Jane Ainscough 
제작자: Viola Jäger 
촬영감독: Eva Katharina Bühler 

## 반응
파 어웨이에 대한 비판은 균일하지 않다. 웹 사이트 결정자에서 영화는 특별히 볼 가치가없는 것으로 설명되었다. 하지만 나오미 크라우스의 연기는 "각본이 느슨하고 엉성해도 크라우스는 영화를 하나로 묶을 수 있을 만큼 카리스마 넘치는 존재감을 유지한다"는 찬사를 받았다. (각본의 글은 느슨하고 엉성하지만 크라우스는 영화를 하나로 묶을 수있는 카리스마 넘치는 존재감을 충분히 유지한다.)또 다른 영화 웹 사이트는 파어웨이가 진부한 결말을 가지고 있지만 여전히 볼만한 가치가 있다고 말한다. 또 다른 리뷰는 이 영화가 노인의 사랑 이야기라는 다소 드문 주제를 다루고 있으며 "화려하다"라고도 할 수 있다고 긍정적으로 지적한다.[2] 크로아티아 풍경의 아름다운 장면도 이 영화를 볼 가치가 있다고 한다.

## 비슷한 작품
사랑, 결혼에 관련된 작품
- 노트북(The Notebook, 2004)
- 웨딩 싱어 (The Wedding Singer, 1998)
- 러브 액츄얼리 (Love Actually, 2003)
- 프리티 우먼 (Pretty Woman, 1990)
- 결혼작사 이혼작곡 (The Break-Up, 2006)
- 프라이드 앤 프리주디스 (Pride and Prejudice, 2005)
- 어바웃 타임 (About Time, 2013)
- 브라이언의 결혼 (The Wedding Planner, 2001)
- 인어공주 (The Little Mermaid, 1989)
- 프렌치 키스 (French Kiss, 1995)
- 케이크 (Cake, 2014)
- 나의 소녀시대 (My Sassy Girl, 2001)
- 원스 (Once, 2007)
- 말할 수 없는 비밀 (The Secret Life of Walter Mitty, 2013)
- 씨씨와 보보 (Crazy Rich Asians, 2018)
- 러브 앤 데스 (Love and Death, 1975)
- 집으로... (Homeward Bound: The Incredible Journey, 1993)
- 백문이 불여일견 (You Can't Take It With You, 1938)
- 마마 미아! (Mamma Mia!, 2008)
- 웨딩 플래너 (The Wedding Planner, 2001)

## 연령 등급
파 어웨이는 16세 이상 시청가능한 작품이다.